# Philip Henry Gosse
Philip Henry Gosse (ur. 6 kwietnia 1810, zm. 23 sierpnia 1888) – angielski przyrodnik, podróżnik, kreacjonista, przedstawiciel braci plymuckich, pisarz i popularyzator nauki.

## Życiorys
Obecnie najbardziej znany jest z próby pogodzenia dosłownego znaczenia Biblii z aktualizmem, ale także znany ze studiów biologii morza oraz swojego wynalazku – słonowodnego akwarium. Uznaje się, że Philip Gosse dokonał ważnego wkładu do wiedzy swoich czasów. Jego syn Edmund Gosse zyskał znaczną popularność jako poeta, pisarz i krytyk literacki.
Philip Gosse nigdy nie zaakceptował teorii ewolucji. W swojej wydanej w 1857 roku kilkusetstronicowej pracy Omphalos przedstawił pogląd, że Ziemia zgodnie z opisem biblijnym została stworzona przez Boga od razu w obecnej postaci, wraz z zapisem kopalnym i wszystkimi elementami uważanymi jego zdaniem fałszywie za dowody na dłuższy niż kilka tysięcy lat wiek Ziemi.